# Jumbo (Portugal)
Jumbo foi uma marca portuguesa de hipermercados fundada pelo atual grupo brasileiro GPA em 1970 e pertencente ao grupo francês Auchan desde 1996. Uma das principais empresas da distribuição em Portugal. Possui também postos de combustíveis, vendendo-os mais baratos do que o preço praticado pelas principais marcas de combustíveis em Portugal. Para designar os supermercados, usavam a insígnia Pão de Açúcar mudando para Auchan Supermercado em 2019.
Em setembro de 2019, a marca Jumbo terminou. A nova designação para todas as lojas do grupo francês passaram a ser Auchan, num conceito de marca única. Os Pão de Açúcar já mudaram de nome, sendo a nova designação Auchan Supermercado.

## Unidades do Grupo Auchan
- Hipermercados Jumbo: 24
- Hipermercados Jumbo PA: 7
- Supermercados Auchan: 4
- Lojas Box Jumbo: 18
- Lojas Box Pão de Açúcar: 4
- Gasolineiras: 28
- Espaços Saúde e Bem-Estar: 22
- Ótica: 9
- Jumbo Natureza: 1
- Espaço Oney: 3
- My Auchan: 27
- Pão de Açúcar Gourmet: 1

### Hipermercados Jumbo (24)
- Alfragide
- Almada
- Alverca
- Amadora
- Aveiro
- Cascais
- Castelo Branco
- Coimbra
- Coina
- Évora
- Famalicão
- Faro
- Figueira da Foz
- Gaia
- Gondomar
- Guimarães
- Maia
- Matosinhos
- Portimão
- Setúbal
- Sintra
- Torres Vedras
- Vila Real
- Viseu

### Hipermercados Jumbo PA (7)
- Amoreiras (Lisboa)
- Campera
- Canidelo
- Eiras
- Lagoa
- Olhão
- Santo Tirso

### Supermercados Auchan (4)
- Guarda
- Caldas da Rainha
- Faro
- Murça
- Paredes

### Gasolineiras Jumbo (28)
- Alfragide
- Almada
- Alverca
- Amadora
- Aveiro
- Cascais
- Castelo Branco
- Coimbra
- Coina
- Eiras
- Famalicão
- Faro
- Gaia - Canidelo
- Gondomar I
- Gondomar II
- Guimarães
- Lagoa
- Maia
- Matosinhos
- Palmela
- Portimão
- Santo Tirso
- Setúbal
- Sintra
- Torres Vedras
- Vila Real
- Viseu
- Figueira da Foz

### Box Jumbo (18)
- Alfragide
- Almada
- Alverca
- Amadora
- Castelo Branco
- Coimbra
- Coina
- Évora
- Famalicão
- Faro
- Figueira da Foz
- Guimarães
- Maia
- Portimão
- Setúbal
- Sintra
- Torres Vedras
- Vila Real

### Box Pão de Açúcar (4)
- Amoreiras (Lisboa)
- Campera
- Canidelo
- Santo Tirso

### Saúde e Bem-estar (22)
- Alfragide
- Almada
- Alverca
- Amadora
- Aveiro
- Cascais
- Castelo Branco
- Coimbra
- Coina
- Évora
- Faro
- Figueira da Foz
- Gaia
- Gondomar
- Guimarães
- Maia
- Matosinhos
- Portimão
- Setúbal
- Sintra
- Torres Vedras
- Vila Real

### Ótica (9)
- Alfragide
- Almada
- Setúbal
- Amadora
- Faro
- Maia
- Matosinhos
- Guimarães
- Aveiro

### Jumbo Natureza (1)
- Almada

### Oney (3)
- Alfragide
- Almada
- Miraflores

### My Auchan (27)
- Avenida João XXI
- Avenida Duque de Ávila
- Rua Pascoal de Melo
- Calçada da Quintinha
- Rua da Penha de França
- Rua Damasceno Monteiro
- Avenida Dom Afonso Henriques
- Forte da Casa

Pão de Açúcar Gourmet (1)
- Amoreiras Shopping Center